# 西山瑶族乡 (灌阳县)
西山瑶族乡是中华人民共和国广西壮族自治区桂林市灌阳县下辖的一个民族乡。

## 行政区划
西山瑶族乡下辖以下村级行政区划单位：
李家村、罗家村、鹰嘴山村、盐塘村、小源村、南江村、茶源村、北江村、下涧村和大坪村。